# 이마이 쇼타
이마이 쇼타(일본어: 今井 昌太, 1984년 7월 16일 ~ )는 일본의 전 축구 선수이다.

## 구단 경력
마쓰모토 야마가 FC, 블라우블리츠 아키타, MIO 비와코 시가에서 활동하였다.